# Ischnomesus bacillus
Ischnomesus bacillus är en kräftdjursart som först beskrevs av Frank Evers Beddard 1886.  Ischnomesus bacillus ingår i släktet Ischnomesus och familjen Ischnomesidae. Inga underarter finns listade i Catalogue of Life.